# Sinforiano García
Sinforiano García   (Puerto Pinasco, 22 d'agost de 1924 - 29 de maig de 1992) fou un futbolista paraguaià de la dècada de 1950.
Fou 20 cops internacional amb la selecció del Paraguai amb la qual participà en els Campionats sud-americans de 1946, 1947 i 1949.
Pel que fa a clubs, defensà els colors de Atlético Corrales, Cerro Porteño, i Flamengo.